# Фредрикстад
Фре́дрикстад (норв. Fredrikstad) — город-порт и муниципалитет в Норвегии, в провинции Эстфолл. Город располагается на берегу Осло-фьорда в устье реки Гломма.
Совместно со своим городом-сателлитом Сарпсборг занимает пятое место по населению среди городов Норвегии.
Город был основан, как крепость, в 1567 году королём Фредериком II, в честь которого город и получил своё название. До 1877 название города имело написание Frederiksstad, в период с 1877 по 1888 годы — Fredriksstad, после 1889 года современное написание Fredrikstad.

## Административное деление
Фредрикстад имеет шесть официальных административных областей:
- Sentrum
- Borge
- Rolvsøy
- Kråkerøy
- Onsøy
- Gressvik

## География и климат
Фредрикстад расположен на берегу Осло фиорда, примерно в 100км к югу от Осло.

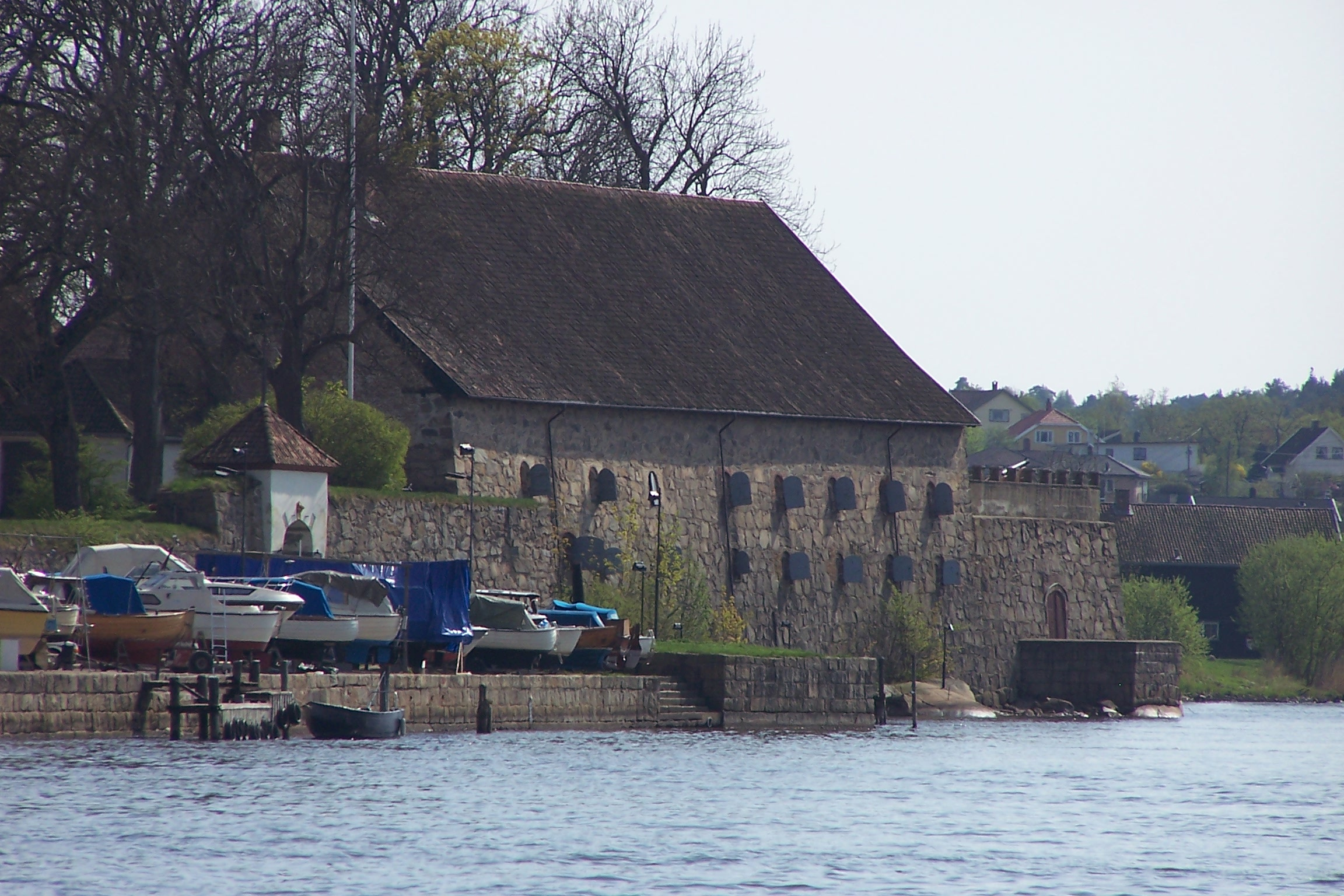
Старый город
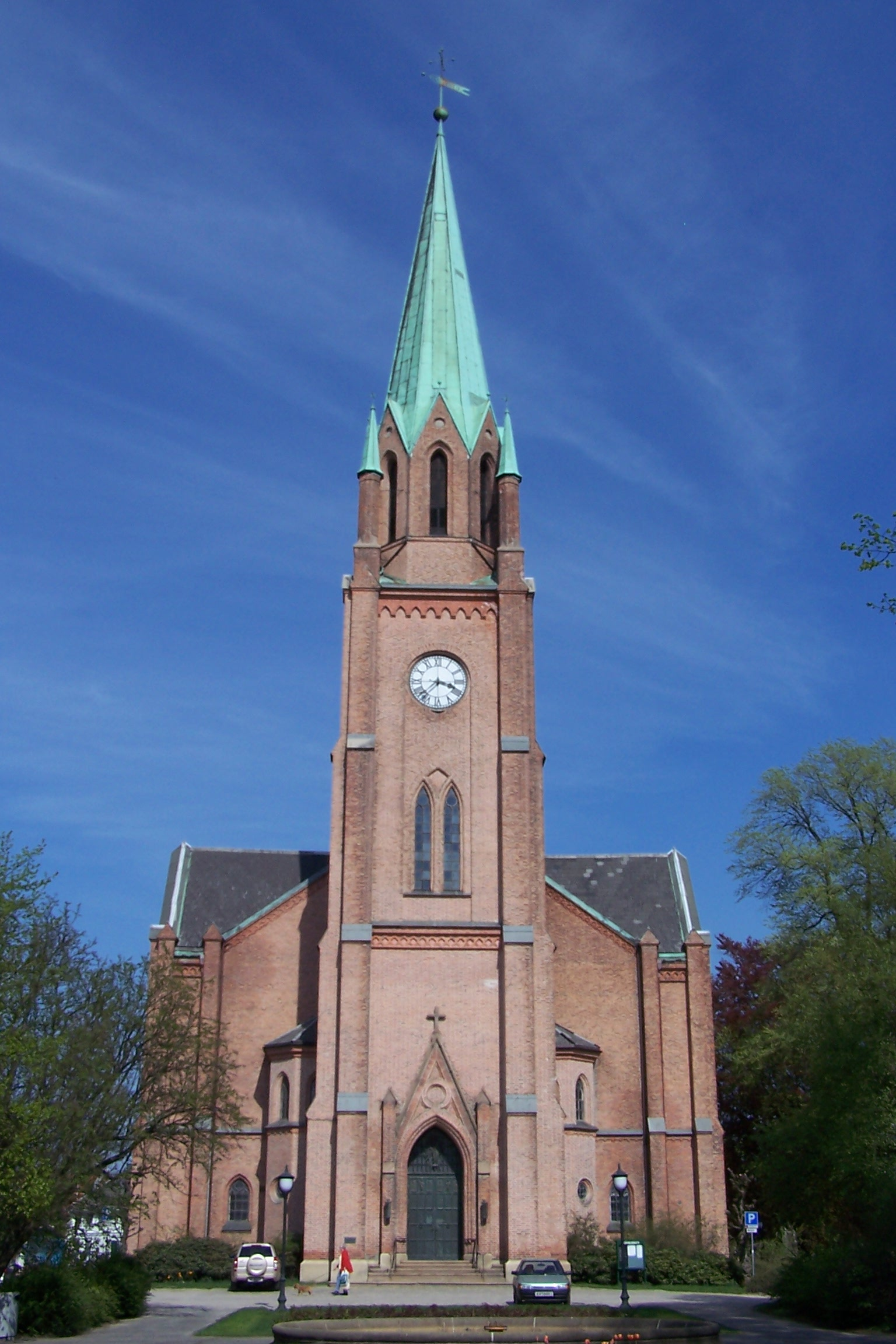
Фредрикстадский собор
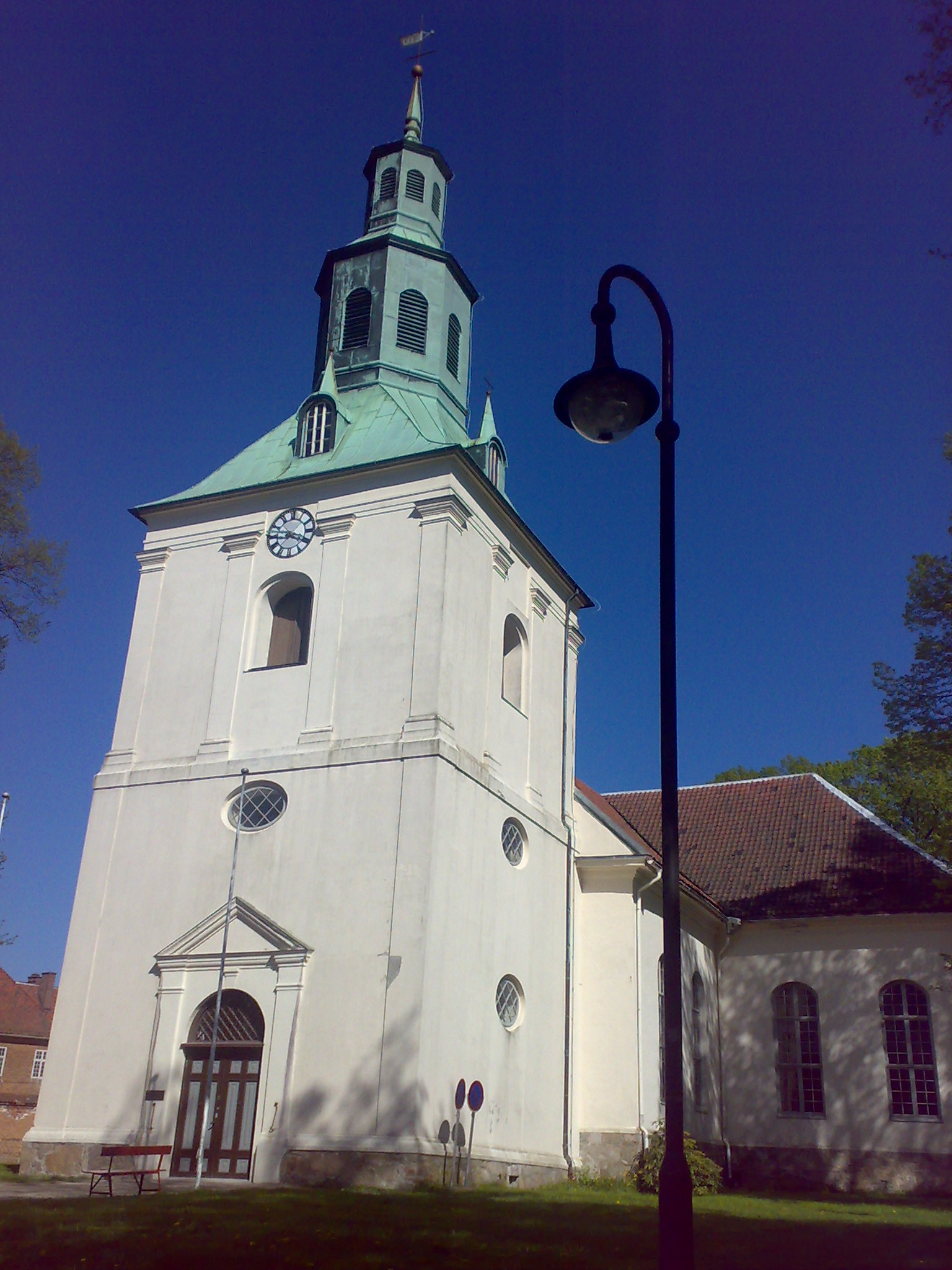
Церковь Святого Михаила
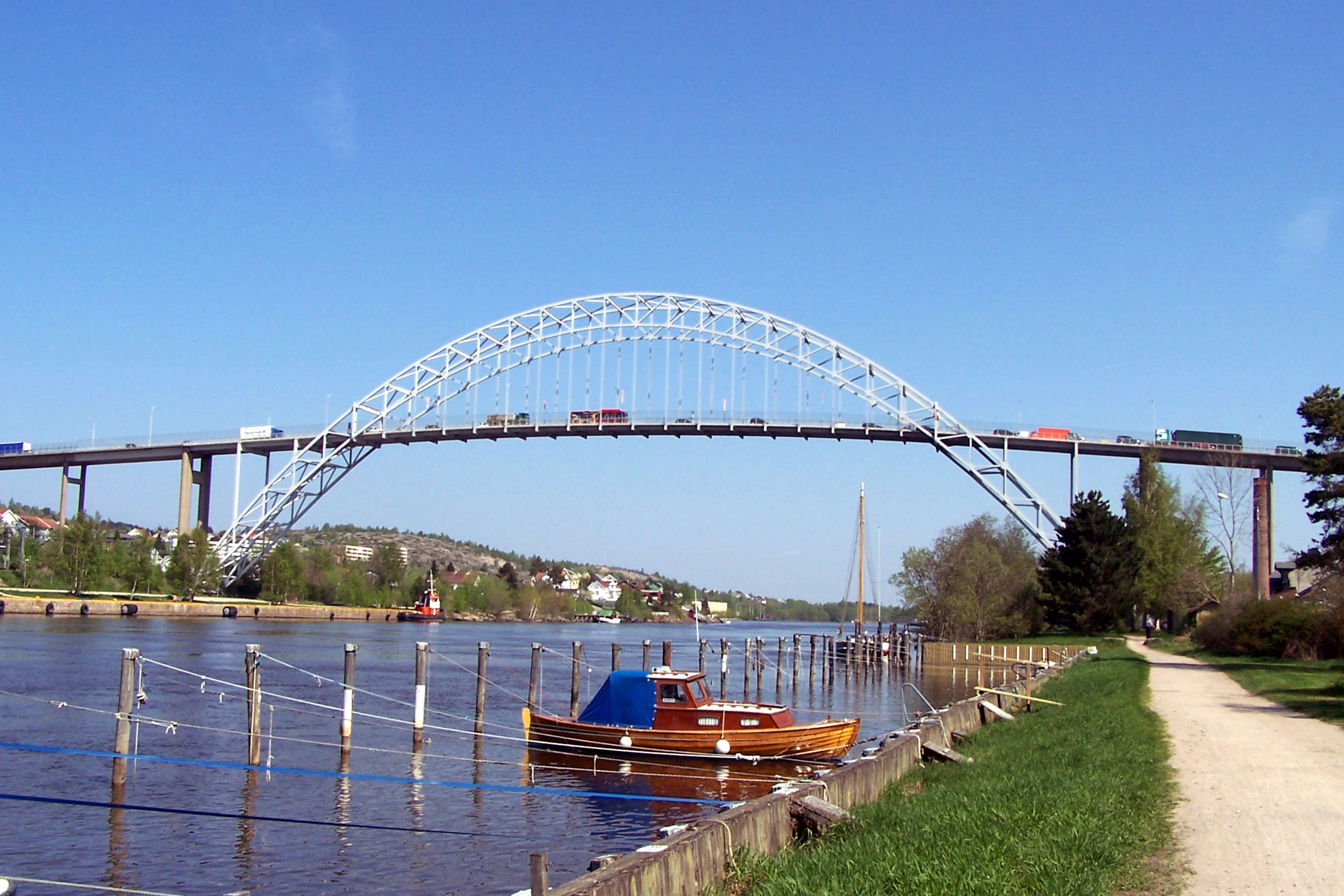
Мост Фредрикстад, пересекающий реку Гломма
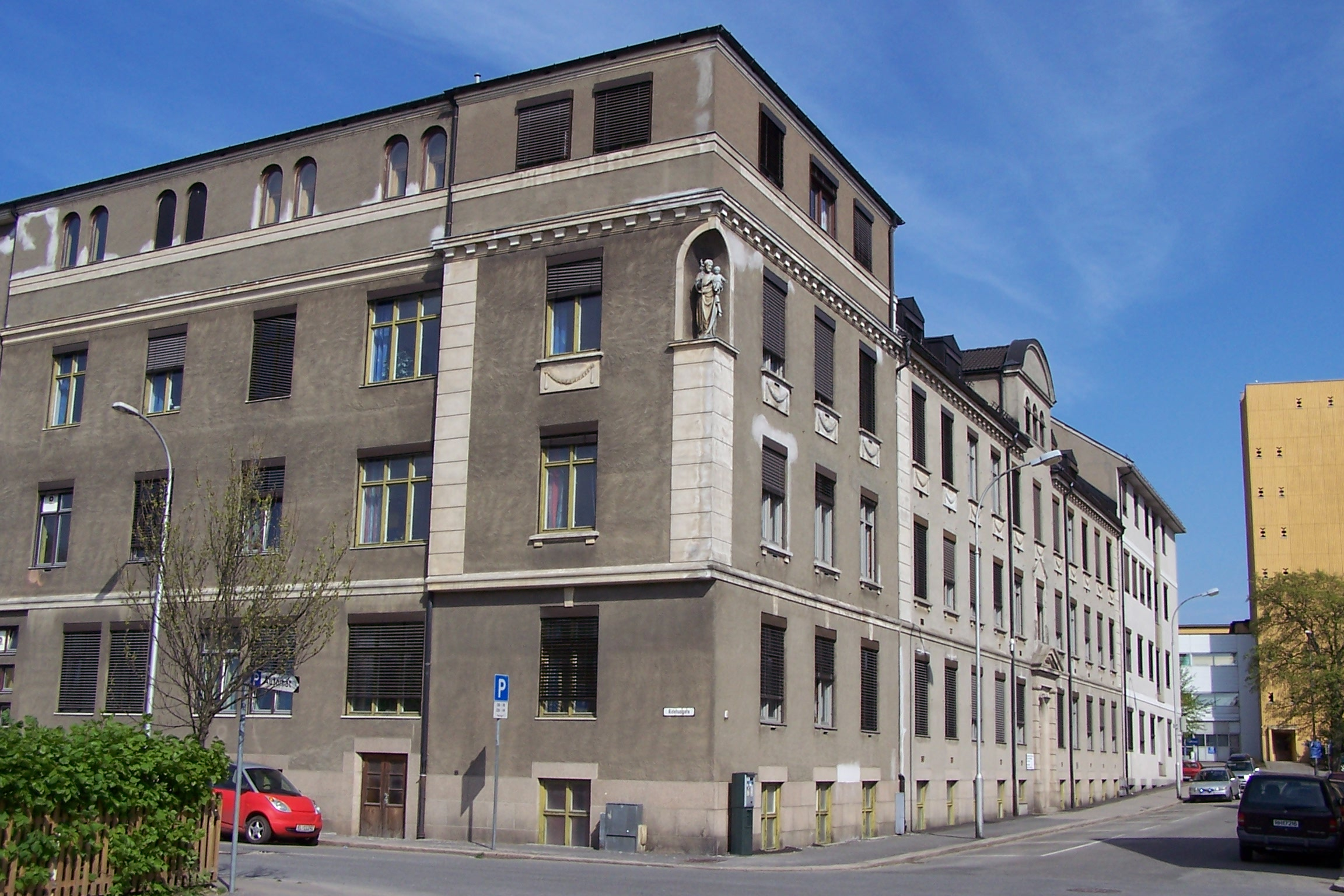
Госпиталь Святого Иосифа

## Города-побратимы
- Карлскуга[вд], Швеция
- Котка, Финляндия (1950)[1][2]
- Ольборг, Дания (1951)
- Хусавик, Исландия
- Чжучжоу, Китай

## Известные жители
- Руаль Амундсен — полярный исследователь
- Оле Якоб Брок (1818—1889) — норвежский математик, физик, экономист, педагог и политический деятель
- Энди Ла Плагуа — музыкант (Icon Of Coil, Combichrist, Panzer AG, Scandy)
- Оге Стен Нильсен — музыкант (Wig Wam)